# Vârful Țurțudan
Vârful Țurțudan este un vârf de mici dimensiuni, dar cu priveliști incredibil de frumoase, care domină orașul Brezoi, un vârf cu aspect spectaculos, ascuțit și nu prea înalt, care pe harta Asociației Ecolotru apare având 563 m, dar pe unele hărți mai vechi apare cu 644 m.
Traseul spre Vârful Țurțudan a fost marcat, securizat și amenajat de echipa Salvamont a orașului Brezoi.

## Atestări
Vârful Țurțudan la Brezoi nord (644 m) în Munții Lotrului (vârf stâncos ascuțit).
„Pe valea Lotrului, într-un adevărat colț de rai, e așezat satul Brezoiu. Mulți orășeni iubitori de natură, de liniște și de aer curat vin să-și petreacă vara aici. În fața satului, dincolo de Lotru, se înalță ca un foișor Țurțudanul, de pe al cărui creștet pleșuv și ascuțit se deschid priveliști mărețe în depărtarea zărilor, peste spinările vinete ale munților și pe văile înnoptate de codri, pe fermecătoarele văi, prin cari șerpuiesc, luminoase, cele două râuri. În spatele Țurțudanului se văd la rând trei munți golași, trei namile de stânci ce se rotunjesc în sus ca niște turle uriașe: oamenii de pe-aici le-au dat numele sfinților Mihai, Gavril și Vasile. Tot pe Lotru, dar în fund detot, dincolo de meterezele Părângului, e Voineasa, sat mare și bogat, tăinuit în mijlocul codrilor silhui, într-un luminiș adăpostit, unde iernile sunt dulci și verile răcoroase, și unde viața retrasă și tihnită a acelui cuib de români ne amintește așa de bine veacurile petrecute de strămoșii noștri în ascunzătorile Carpaților, pe când curgeau pe șesurile Dunării puhoaiele de barbari.” - Alexandru Vlahuță

## Logistica traseului[1]
- Localizare: Munții Lotrului, jud. Vâlcea, Țara Loviștei
- Tură: o zi
- Tip activitate: drumeție + scrambling
- Tip traseu: marcat
- Formă traseu: dus-întors
- Dificultate: DIFICIL, nu se recomandă iarna, sau în condiții meteo nefavorabile.
- Distanța: 2 km
- Diferență nivel: +320 m
- Durata*: 1h 30min
- Altitudine min.: 320 m (Brezoi)
- Altitudine max.: 644 m (Vârful Țurțudanu)

## Recomandări echipament - avertizări[2]
- cască

- bocanci
- ham
- lonjă dublă
- Atenție la vipere

## Trasee turistice
Cele mai importante trasee turistice sunt:
- Brezoi - Vârful Țurțudan - marcaj triunghi roșu, 2 h, dificultate mare, nerecomandat iarna, echipament de drumeție special și complex;[5]
- Brezoi – Vârful Doabra – Vârful Sulița (3 ore); marcaj triunghi roșu;[5]
- Brezoi – Valea Satului – Stâna Târșa – Șaua Jilistei – M. Dosul Pamântului - Culmea Pârâul Câinelui – Olănești (9-14 ore); marcaj cruce albastră;[5]
- Brezoi – Valea Satului – Stâna Târșa – Poiana lui Pavel – Valea Lotrișor – Motel Lotrișor (6-7 ore); marcaj punct roșu și bandă albastră;[5]
- Brezoi – Culmea Vultureasa – Vârful Vultureasa – Vârful Narățu (4-5 ore); marcaj punct roșu;[5]
- Brezoi – Vasilatu – Valea Vasilatu – Vârful Poiana Suliței – Culmea Proieni – Vârful Veverețul (1371 m) – Proieni (5-6 ore); marcaj triunghi galben și cruce roșie;[5]
- Brezoi – Valea Glodului (4-5 ore); marcaj triunghi galben;[5]

## Imagini

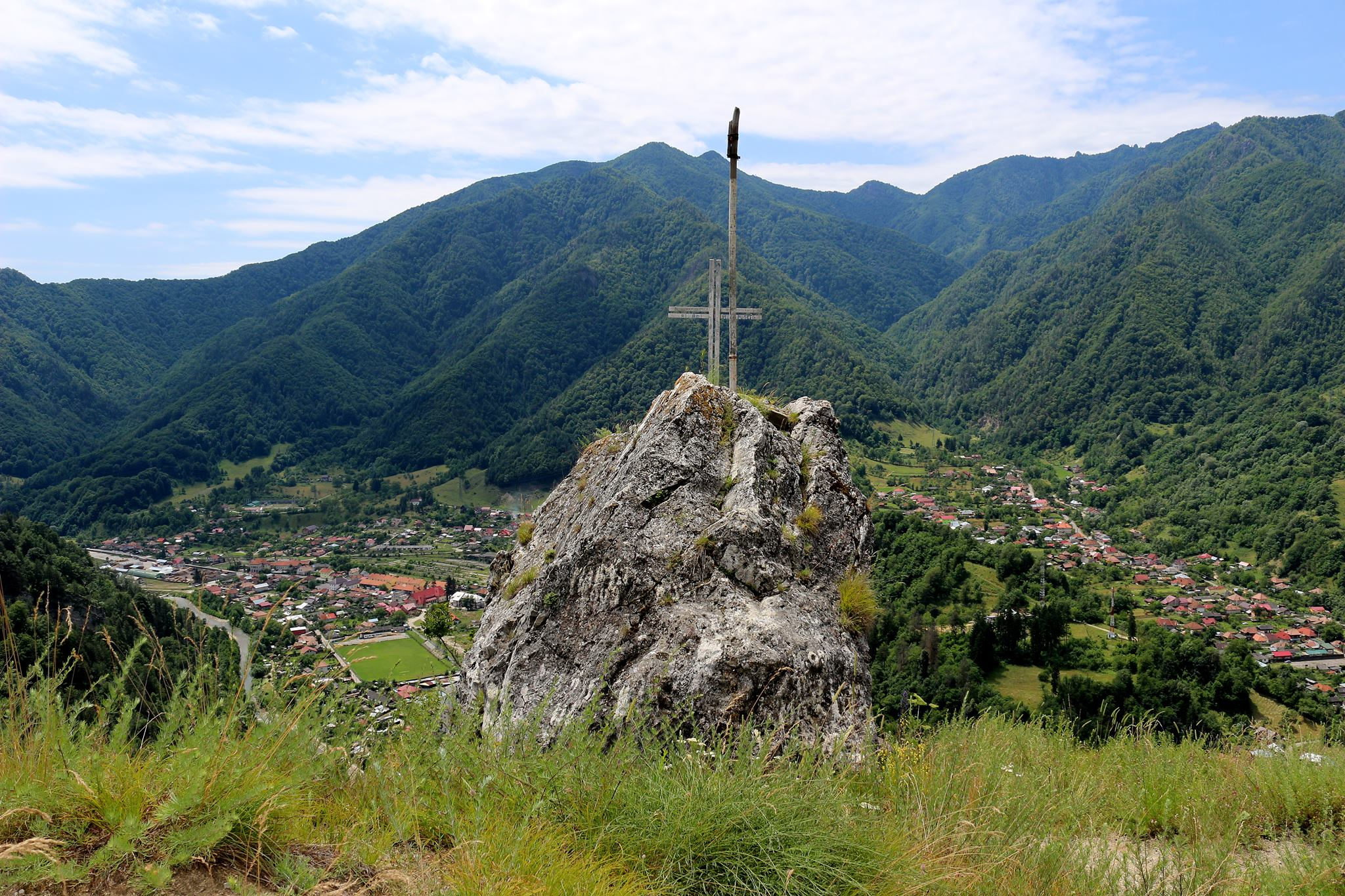
Piatra de pe Vârful Țurțudan
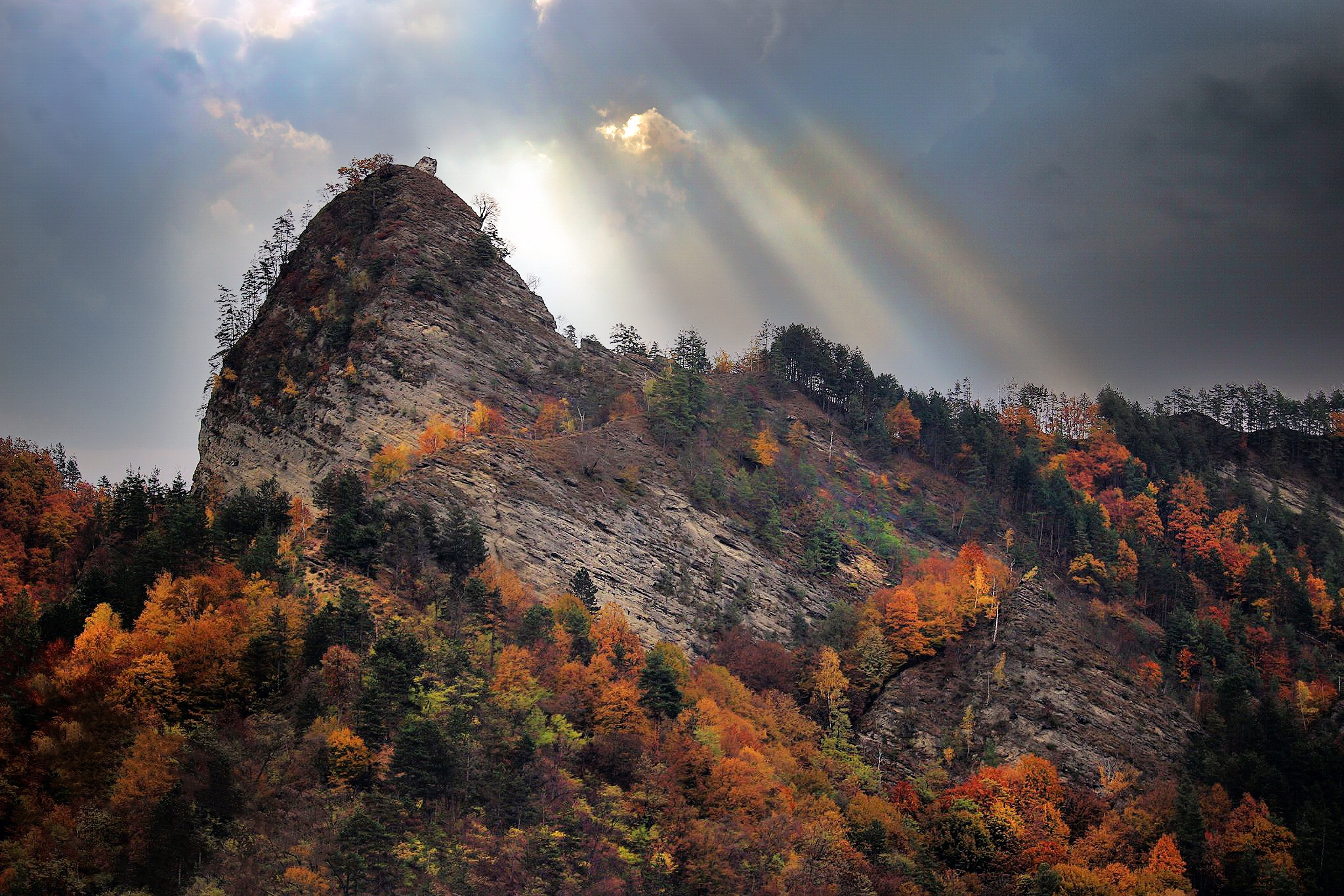
Vârful Țurțudan toamna
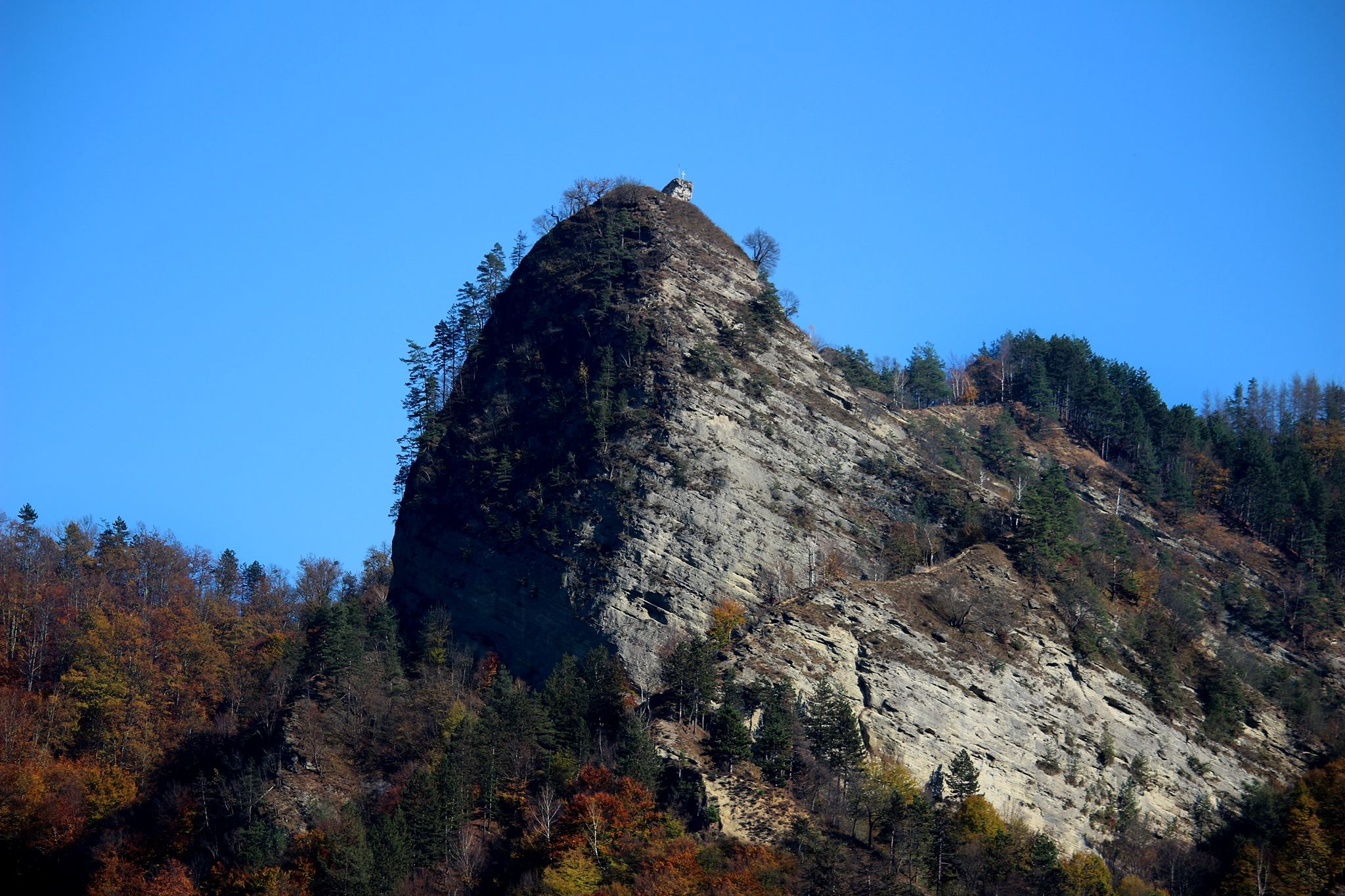
Vârful Țurțudan
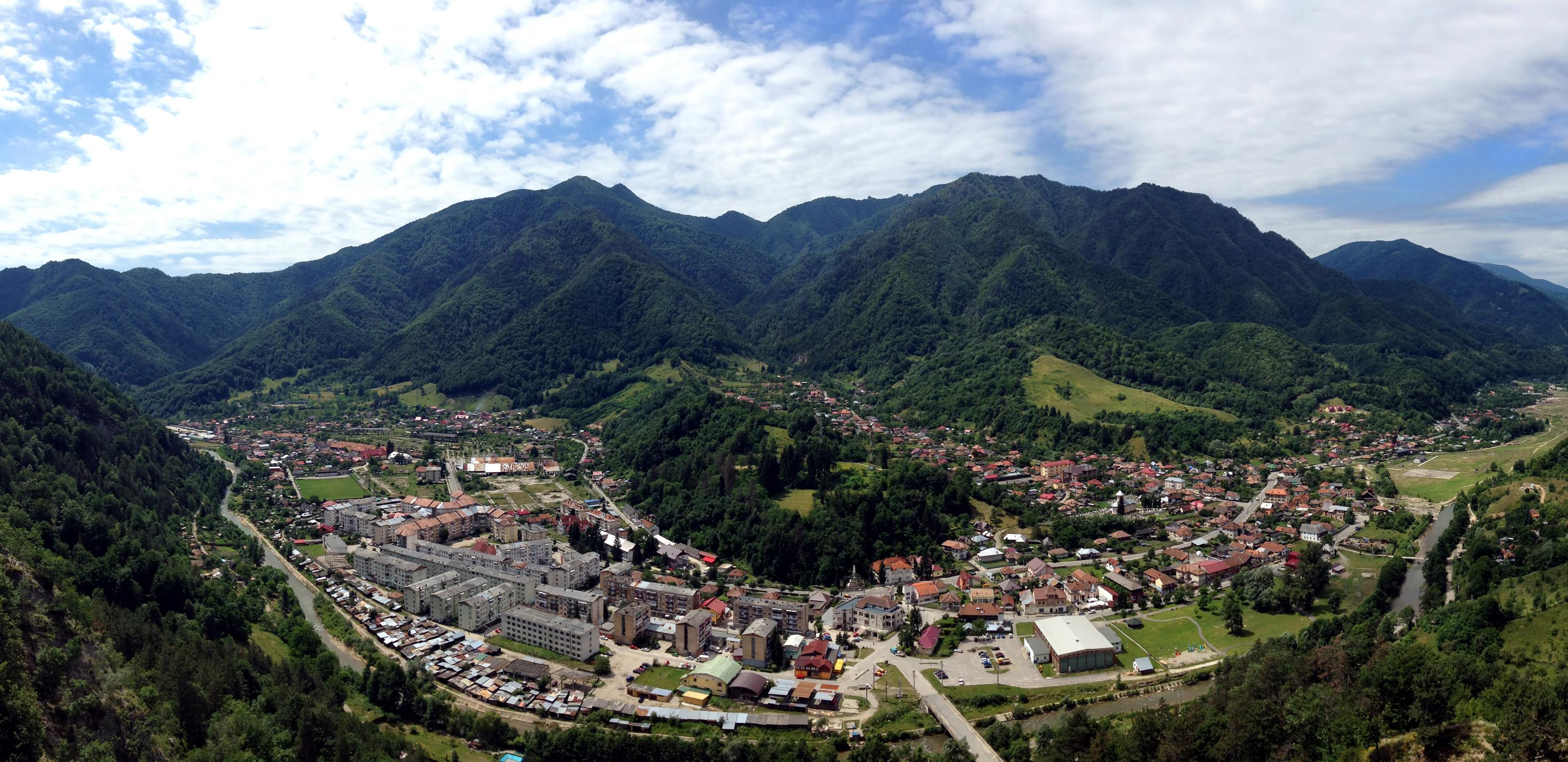
Panorama orașului Brezoi văzută de pe Țurțudan